# Половецькі хани
Полове́цькі ха́ни — спадкові голови половецьких орд в українських степах ХІ—ХІІІ століття. У руських джерелах називаються князями, у візантійських — архонтами; в історіографії їх прийнято називати ханами.

## Тертер-оба (Тертровичі)
- Искал (Сокал)
- Ітлар
- Тугоркан
- Сутой
- Котян
- Сомогур

## Кай (Каєвичі)
- Ясінь
- Боняк
- Алтунопа
- Аєпа
- Оселук
- Кітан
- Белюк
- Ізай Белюкович
- Гзак Белюкович
- Роман Кзич
- Гліб Тирієвич
- Кобяк
- Данило Кобякович

## Ольберлю (Ольберлюєви)
- Шарукан
- Сугр
- Атрак
- Сирчан
- Кончак
- Юрій Кончакович

## Інші
- Блуш
- Куря